# Foliklores
 (janvier 2014).
Si vous disposez d'ouvrages ou d'articles de référence ou si vous connaissez des sites web de qualité traitant du thème abordé ici, merci de compléter l'article en donnant les références utiles à sa vérifiabilité et en les liant à la section « Notes et références ».
Foliklores (surnommé la Folie de l'Anjou bleu) est un festival bisannuel international de musiques et de danses en Pays segréen dans le Haut-Anjou, situé dans le Nord du département de Maine-et-Loire dans la région des Pays de la Loire.
Ce festival mêle les cultures traditionnelles et les tendances modernes des cultures du monde. Il se déroule dans plusieurs lieux de l'Anjou Bleu : Segré, Noyant-la-Gravoyère, Retiers, Châteauneuf-sur-Sarthe, Le Lion-d'Angers, Le Louroux-Béconnais et Pouancé.

## Historique
Le groupe folklorique L'Avant Deux du Haut-Anjou, membre du Conseil international de la danse de l'UNESCO est à l'origine de la création de ce festival intercontinental de musiques et danses populaires  en 1992.
En 2008, la programmation a permis de réunir 260 comédiens, d'offrir une trentaine d'heures de spectacles dans 9 lieux différents. Les délégations étrangères étaient représentées par des artistes venus du Kazakhstan, du Mali, de la Serbie, de Bouriatie et d'Écosse.
L'édition 2010 a réuni entre 9 000 et 10 000 spectateurs,.

## Fonctionnement
Le festival biennal Foliklores est membre associé au CIOFF France.